# Human Touch (humorgrupp)
Human Touch, är en svensk humorgrupp från Helsingborg som består av Erik Alnervik, Oskar Arleon, Pär G Bengtsson, Martin Persson, Caroline Svensson och Petter Tyrberg. Sedan 2004 har de turnerat i Sverige med sin liveshow, men också synts sporadiskt i Sveriges television. Under 2011 har Human Touch förekommit i Sveriges Radio P3 och Humorhimlen med sitt program "Tack & Hej och Hej & Välkommen". 